# آلن هانسن
آلن هانسن (انگلیسی: Alan Hansen؛ زادهٔ ۱۳ ژوئن ۱۹۵۵) بازیکن فوتبال اهل بریتانیا است.
از فیلم‌ها یا برنامه‌های تلویزیونی که وی در آن نقش داشته‌است می‌توان به مثل بکام کات‌دار بزن اشاره کرد.
از باشگاه‌هایی که در آن بازی کرده‌است می‌توان به باشگاه فوتبال لیورپول و تیم ملی فوتبال اسکاتلند اشاره کرد.